# پیزومتر
پیزومتر دستگاهی برای اندازه‌گیری فشار سیال در یک سامانه با اندازه‌گیری ارتفاع بالا آمدن ستون آب و یا دستگاهی برای اندازه‌گیری فشار آب زیرزمینی در یک نقطهٔ مشخص است. پیزومتر برای اندازه‌گیری فشار ایستا طراحی شده و به این ترتیب با لوله پیتوت که در مسیر جریان قرار داده می‌شود متفاوت است.

نماد پیزومتر در نقشه‌ها

## اندازه‌گیری آب زیرزمینی
نخستین پیزومترهای به کار رفته در مهندسی خاک، چاه‌ها یا لوله‌های ایستاده (که گاه پیزومتر کاساگرانده نامیده می‌شوند) بودند که درون یک آبخوان نصب می‌شدند. در آبخوان آزاد، اگر مؤلفهٔ عمودی سرعت جریان، چشمگیر باشد تراز سطح آب در پیزومتر ممکن است دقیقاً برابر با تراز سطح آب زیرزمینی نباشد. در آبخوان محصور، تراز سطح آب در پیزومتر نشان دهندهٔ فشار در آبخوان است.

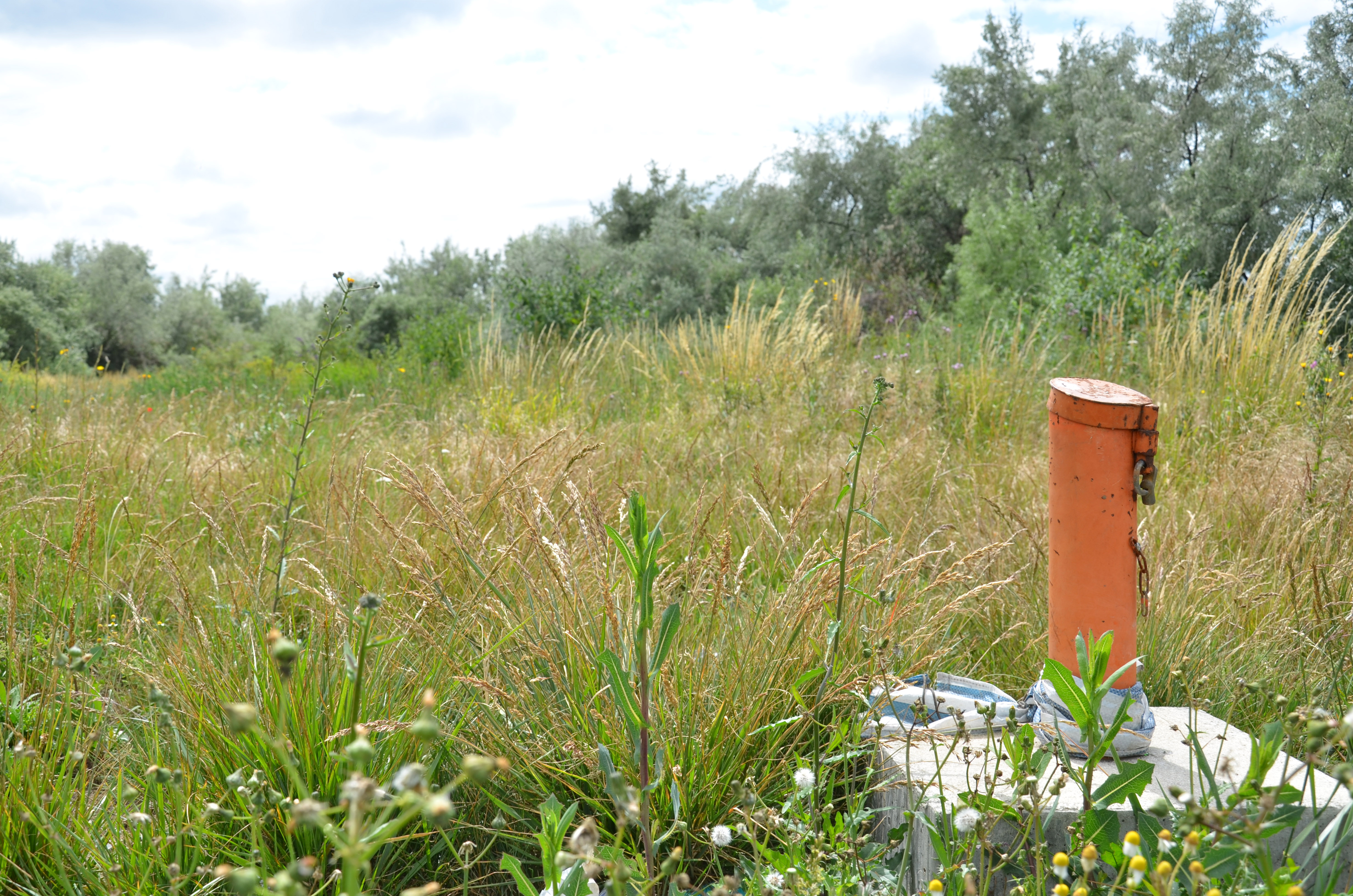
بخش بالایی یک پیزومتر